# ガールズルール
『ガールズルール』は、日本の女性アイドルグループ乃木坂46の楽曲。2013年7月3日に乃木坂46の6作目のシングルとしてN46Div.から発売された。秋元康が作詞、後藤康二が作曲した。楽曲のセンターポジションは白石麻衣が初めて務めた。

## 概要
DVD付属のType-A・B・C、CDのみの通常盤の4形態で発売。
表題曲のセンターは前作まで生駒里奈が務めてきたが、本作は白石麻衣が務めた。振付はWARNERが担当し、乃木坂46の表題曲で初めて南流石以外の振付師が担当した。
ヒット祈願キャンペーンとして『乃木坂って、どこ?』で討論をした結果、キャプテンの桜井玲香が群馬県利根郡みなかみ町の『BUNGY JAPAN』で42メートルの高さからバンジージャンプを行った。
韓国の女性グループ「GFRIEND」のメンバーであるオムジは、2016年のインタビューで「私は乃木坂46の『ガールズルール』が大好きで、ミュージックビデオをよく見ます」と発言した。

## アートワーク
| Type-A 表 | 白石麻衣                       |
| Type-A 裏 | 選抜メンバー                   |
| Type-B 表 | 生駒里奈・橋本奈々未           |
| Type-B 裏 | 選抜メンバー                   |
| Type-C 表 | 生田絵梨花・高山一実・桜井玲香 |
| Type-C 裏 | 選抜メンバー                   |
| 通常盤 表 | 松村沙友理・西野七瀬           |
| 通常盤 裏 | 選抜メンバー                   |

CDのジャケットは、2013年5月中旬にスキューバダイビングの練習等で利用される東京都内のプールで水中撮影された。

## チャート成績
本作は2013年7月2日付のオリコンデイリーCDシングルランキングで推定売上約28万6000枚を記録し、初登場1位を獲得した。これにより、前作「君の名は希望」が同ランキングで記録した約20万4000枚を上回り、自己最高記録を更新した。その後、2013年7月15日付のオリコン週間CDシングルランキングで初登場1位を獲得し、同週間ランキングにおける1位獲得は乃木坂46の2ndシングル「おいでシャンプー」から5作連続、通算5作目となった。乃木坂46がデビューから通算5作の1位獲得に要した期間は約1年4か月、女性グループではピンク・レディー、NMB48に次ぐ史上3番目の速さである。初週推定売上は33万7138枚を記録し、前作「君の名は希望」が記録した約24万2000枚を上回り、自己最高記録を更新したほか、乃木坂46の4thシングル「制服のマネキン」の累積推定売上約30万3000枚を初週売上のみで上回った。

## ミュージック・ビデオ
ガールズルール
監督：柳沢翔
茨城県の廃校となった中学校で撮影された。メンバー全員が乃木坂高等学校の生徒で、みんなの憩いの場になっていた学校のプールを新市長が市役所の宿舎を建設するために取り壊すことを表明し、生徒たちがそれに反対するストーリーになっている。視察に現れた市長に生駒が撤去反対の署名を渡したところ、署名をプールに投げ捨てられ、メンバーが市長や関係者とプールで乱闘を繰り広げる。ミュージック・ビデオでは乱闘後、白石麻衣がプールに飛び込んで生田絵梨花から貰ったバレッタを取ってくることによって、センターの交代が表現された。
撮影前の企画段階において、本楽曲のミュージック・ビデオは、温暖化によって水が枯渇した未来の日本において仮想空間で水を体験できるゲームが流行っているというもので、その仮想空間がプールで、そこで田舎の女子高生と都会の女子高生が出会うという設定になっていた。しかし、白石麻衣を生駒里奈の次のセンターとして馴染みやすいようにするため、生田絵梨花を優等生として、白石麻衣を普通の学生として描くことが必要となり設定に修正が施された。生駒里奈から白石麻衣へのセンターの変更は大人への反抗という軸がひそんでおり、それがプールで一つに交わるという設定になった。弓道部のキャプテンは桜井玲香、副キャプテンは西野七瀬、プールに飛んできた野球ボールを橋本奈々未から受け取る男子学生役は菅谷哲也が務めた。
世界で一番 孤独なLover
監督：丸山健志
自転車に乗る人物が歌詞の世界観に対するメタファーとして登場し、渋谷を舞台にダンスシーンを描きつつ「東急プラザ表参道原宿」の鏡張りのエントランスを用いて万華鏡を表現している。
扇風機
監督：池田一真
千葉県千葉市美浜区の「稲毛高浜北団地」で撮影された。雨の午後の焦燥感をテーマに、昔の記憶がすべて少しずつズレて残っているような違和感を狙って撮影された。
他の星から
監督：岡川太郎
宇宙・重力をテーマに、西野七瀬が三味線のお稽古に向かう途中、空に浮かぶ謎の惑星を発見すると、部屋のなかの様々な物が浮き始め、地球が無重力の世界になり、やがて自らの身体も重力から解き放たれるストーリーになっている。メンバーはワイヤーを使用して撮影に挑んだ。スタジオ以外に神楽坂の甘味処「紀の善」でも撮影された。

## メディアでの使用
ガールズルール
『楽天スーパーSALE 実行委員会（肉・カニ）篇』（楽天）のCMソング、「NOGIBINGO!」（日本テレビ）のオープニングテーマ。
世界で一番 孤独なLover
『BAD BOYS J』（日本テレビ）の挿入歌。
2017年から、プロ野球・東北楽天ゴールデンイーグルスの松井裕樹がホームゲームで登板する際の登場曲として使用している。

## シングル曲目

### Type-A
| #         | タイトル                                  | 作詞      | 作曲      | 編曲      | 時間  |
| --------- | ----------------------------------------- | --------- | --------- | --------- | ----- |
| 1.        | 「ガールズルール」                        | 秋元康    | 後藤康二  | 後藤康二  | 4:50  |
| 2.        | 「世界で一番 孤独なLover」                | 秋元康    | 河原嶺旭  | 百石元    | 3:44  |
| 3.        | 「コウモリよ」                            | 秋元康    | 南田健吾  | 高梨康治  | 4:16  |
| 4.        | 「ガールズルール off vocal ver.」         |           | 後藤康二  | 後藤康二  | 4:50  |
| 5.        | 「世界で一番 孤独なLover off vocal ver.」 |           | 河原嶺旭  | 百石元    | 3:44  |
| 6.        | 「コウモリよ off vocal ver.」             |           | 南田健吾  | 高梨康治  | 4:15  |
| 合計時間: | 合計時間:                                 | 合計時間: | 合計時間: | 合計時間: | 25:40 |

| #         | タイトル                                        | 作詞      | 作曲・編曲 | 監督     | 時間  |
| --------- | ----------------------------------------------- | --------- | ---------- | -------- | ----- |
| 1.        | 「ガールズルール -Music Video-」                |           |            | 柳沢翔   | 6:58  |
| 2.        | 「世界で一番 孤独なLover -Music Video-」        |           |            | 丸山健志 | 3:55  |
| 3.        | 「16人のプリンシパル@PARCO劇場 -ダイジェスト-」 |           |            | 石土浩子 | 50:13 |
| 合計時間: | 合計時間:                                       | 合計時間: | 61:06      |          |       |

### Type-B
| #         | タイトル                                  | 作詞      | 作曲      | 編曲       | 時間  |
| --------- | ----------------------------------------- | --------- | --------- | ---------- | ----- |
| 1.        | 「ガールズルール」                        | 秋元康    | 後藤康二  | 後藤康二   | 4:50  |
| 2.        | 「世界で一番 孤独なLover」                | 秋元康    | 河原嶺旭  | 百石元     | 3:44  |
| 3.        | 「扇風機」                                | 秋元康    | 角野寿和  | 野村陽一郎 | 3:57  |
| 4.        | 「ガールズルール off vocal ver.」         |           | 後藤康二  | 後藤康二   | 4:50  |
| 5.        | 「世界で一番 孤独なLover off vocal ver.」 |           | 河原嶺旭  | 百石元     | 3:44  |
| 6.        | 「扇風機 off vocal ver.」                 |           | 角野寿和  | 野村陽一郎 | 3:55  |
| 合計時間: | 合計時間:                                 | 合計時間: | 合計時間: | 合計時間:  | 25:00 |

| #         | タイトル                         | 作詞      | 作曲・編曲 | 監督               | 時間  |
| --------- | -------------------------------- | --------- | ---------- | ------------------ | ----- |
| 1.        | 「ガールズルール -Music Video-」 |           |            | 柳沢翔             | 6:58  |
| 2.        | 「扇風機 -Music Video-」         |           |            | 池田一真           | 4:20  |
| 3.        | 「初夏の全力! 乃木坂46大運動会」 |           |            | 倉橋雄亮、山田愛子 | 70:07 |
| 合計時間: | 合計時間:                        | 合計時間: | 81:25      |                    |       |

### Type-C
| #         | タイトル                                  | 作詞      | 作曲                   | 編曲         | 時間  |
| --------- | ----------------------------------------- | --------- | ---------------------- | ------------ | ----- |
| 1.        | 「ガールズルール」                        | 秋元康    | 後藤康二               | 後藤康二     | 4:50  |
| 2.        | 「世界で一番 孤独なLover」                | 秋元康    | 河原嶺旭               | 百石元       | 3:44  |
| 3.        | 「他の星から」                            | 秋元康    | Sugaya Bros.、松村PONY | Sugaya Bros. | 4:09  |
| 4.        | 「ガールズルール off vocal ver.」         |           | 後藤康二               | 後藤康二     | 4:50  |
| 5.        | 「世界で一番 孤独なLover off vocal ver.」 |           | 河原嶺旭               | 百石元       | 3:44  |
| 6.        | 「他の星から off vocal ver.」             |           | Sugaya Bros.、松村PONY | Sugaya Bros. | 4:07  |
| 合計時間: | 合計時間:                                 | 合計時間: | 合計時間:              | 合計時間:    | 25:25 |

| #         | タイトル                         | 作詞      | 作曲・編曲 | 監督     | 時間  |
| --------- | -------------------------------- | --------- | ---------- | -------- | ----- |
| 1.        | 「ガールズルール -Music Video-」 |           |            | 柳沢翔   | 6:58  |
| 2.        | 「他の星から -Music Video-」     |           |            | 岡川太郎 | 4:28  |
| 3.        | 「Making of 6th Single」         |           |            |          | 38:58 |
| 合計時間: | 合計時間:                        | 合計時間: | 50:24      |          |       |

### 通常盤
| #         | タイトル                                  | 作詞      | 作曲      | 編曲      | 時間  |
| --------- | ----------------------------------------- | --------- | --------- | --------- | ----- |
| 1.        | 「ガールズルール」                        | 秋元康    | 後藤康二  | 後藤康二  | 4:50  |
| 2.        | 「世界で一番 孤独なLover」                | 秋元康    | 河原嶺旭  | 百石元    | 3:44  |
| 3.        | 「人間という楽器」                        | 秋元康    | 鐘撞行孝  | TATOO     | 5:06  |
| 4.        | 「ガールズルール off vocal ver.」         |           | 後藤康二  | 後藤康二  | 4:50  |
| 5.        | 「世界で一番 孤独なLover off vocal ver.」 |           | 河原嶺旭  | 百石元    | 3:44  |
| 6.        | 「人間という楽器 off vocal ver.」         |           | 鐘撞行孝  | TATOO     | 5:05  |
| 合計時間: | 合計時間:                                 | 合計時間: | 合計時間: | 合計時間: | 27:19 |

## 歌唱メンバー

### ガールズルール
（センター：白石麻衣）
- 3列目：伊藤万理華、井上小百合、中田花奈、若月佑美、星野みなみ、秋元真夏、深川麻衣、斉藤優里[36]
- 2列目：桜井玲香、生田絵梨花、生駒里奈、西野七瀬、高山一実[36]
- 1列目：松村沙友理、白石麻衣、橋本奈々未[36]

八福神は松村沙友理、白石麻衣、橋本奈々未、桜井玲香、生田絵梨花、生駒里奈、西野七瀬、
高山一実。
新たなフロントメンバーとなった松村沙友理、白石麻衣、橋本奈々未の3人が乃木坂46の｢御三家｣と呼ばれるようになる。
伊藤万理華と斉藤優里は「走れ!Bicycle」以来の選抜入りとなる。また、前作の選抜メンバーのうち、伊藤寧々と永島聖羅が選抜落ちした。

### 世界で一番 孤独なLover
（センター：白石麻衣）
- 3列目：伊藤万理華、井上小百合、中田花奈、若月佑美、星野みなみ、秋元真夏、深川麻衣、斉藤優里[15]
- 2列目：桜井玲香、生田絵梨花、生駒里奈、西野七瀬、高山一実[15]
- 1列目：松村沙友理、白石麻衣、橋本奈々未[15]

歌唱メンバーは、表題曲の選抜メンバーと同じ。

### コウモリよ
- 白石麻衣、中元日芽香、能條愛未、若月佑美[15]

### 扇風機
（センター：齋藤飛鳥）
- 市來玲奈、伊藤寧々、衛藤美彩、柏幸奈、川後陽菜、川村真洋、齋藤飛鳥、斎藤ちはる、中元日芽香、永島聖羅、能條愛未、畠中清羅、樋口日奈、宮澤成良、大和里菜、和田まあや[16]

アンダーメンバーによる楽曲。

### 他の星から
（センター：西野七瀬）
- 伊藤万理華、井上小百合、斉藤優里、桜井玲香、中田花奈、西野七瀬、若月佑美[17]

### 人間という楽器
- 秋元真夏、生田絵梨花、生駒里奈、市來玲奈、伊藤寧々、伊藤万理華、井上小百合、衛藤美彩、柏幸奈、川後陽菜、川村真洋、齋藤飛鳥、斎藤ちはる、斉藤優里、桜井玲香、白石麻衣、高山一実、中田花奈、中元日芽香、永島聖羅、西野七瀬、能條愛未、橋本奈々未、畠中清羅、樋口日奈、深川麻衣、星野みなみ、松村沙友理、宮澤成良、大和里菜、若月佑美、和田まあや[18]

1期生全員による楽曲である。